# Tamding Choekyi Andruktsang
Tamding Choekyi Andruktsang aussi appelée Tading Choekyi Aduk tibétain : རྟ་མགྲིན་ཆོས་ཀྱི་ཨ་འབྲུག, Wylie : rta mgrin chos kyi a 'brug, née en 1941 à Lithang est une femme politique et députée tibétaine.

## Biographie
Tamding Choekyi est née en 1941 à Lithang dans la famille Andruktsang, une famille importante de la province du Kham.
A l'âge de 9 ans, elle se rend à Lhassa, un voyage qui prend 3 mois à cheval. 
Elle rejoint l'école de Narangsha qui accueille environ 100 élèves. 
Son impression initiale des Chinois n'est pas bonne. 
Elle est emmenée par des parents lors d'un pèlerinage en Inde pour le 2500e anniversaire de Bouddha en 1957 et ne retourna jamais au Tibet. Son grand-oncle est Gompo Tashi Andrugtsang, fondateur du Chushi Gangdruk. Elle l'a rencontré une fois à Darjeeling. Elle pense qu'il a planifié son voyage en Inde sachant que la sécurité de sa famille serait compromise en raison de son mouvement de résistance contre les Chinois. Au début des années 1960, le père de Tamding Choekyi Andruktsang est arrêté alors qu'il se trouve dans le Kham et est mort de faim en prison.
Tamding Choekyi Andruktsang est une des premières femmes tibétaines élue députée du Parlement tibétain en exil en 1969, réélue en 1991 et 1996, où elle représente la région du Kham.
En juin 2013, elle participe au 55e anniversaire de la fondation du Chushi Gangdruk.